# Lorenzo Suárez (pintor)

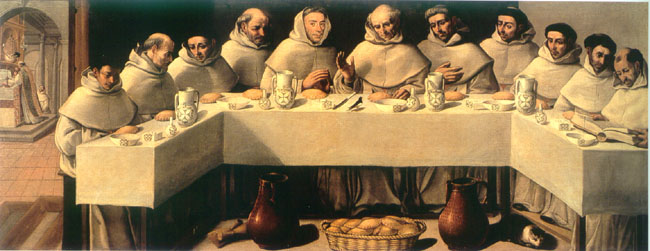
Frailes mercedarios sentados a la mesa en el refectorio (asunto mercedario), óleo sobre lienzo, 0,88 x 2,04, Murcia, Palacio Episcopal.

Lorenzo Suárez (activo en Murcia en la primera mitad del siglo XVII), fue un pintor barroco español.
Polo de Medina lo menciona en las Academias del jardín (1630), aludiendo con tópico encomio a la semejanza de su pintura con el natural, junto a los también murcianos Pedro de Orrente y Cristóbal de Acevedo, con quien aparece asociado en la pintura del retablo de la iglesia de la Merced de Murcia. Ceán Bermúdez le dedicó una breve biografía señalando la proximidad a Acevedo, pero atribuyó algunas de sus obras a un supuesto Lorenzo Álvarez, pintor murciano que parece ser el mismo Suárez.
Se le documenta en Murcia en 1618, comprando un joven esclavo de diecisiete años llamado Arachis. Contrajo matrimonio en 1627 con Juana de Castro, sobrina de Juan de Alvarado, pintor también y quizá maestro de Suárez, al que legó una casa en su testamento. En 1639 contrató con los cofrades de la Purísima su retablo en el convento de San Francisco, entablando a continuación un pleito por discrepancias con las tasaciones. Consta por otro lado que en 1644 cobró por lo que Orrente había dejado sin concluir del retablo mayor de la iglesia del mismo convento de San Francisco, donde un año antes se le habían adjudicado los altares colaterales, destruidos en 1936. 
Lo conservado de su mano son tan solo dos cuadros en la iglesia de la Merced, procedentes de su primitivo retablo mayor: San Ramón Nonato cuando le fue puesto el candado y Comunión de san Ramón Nonato, además de un Martirio de san Ángelo en colección privada, los tres firmados, en los que se advierte corrección en el dibujo y proximidad a la obra de Vicente Carducho compartida con Acevedo.